# متحف دنشواي
متحف دنشواي متحف مصري بقرية دنشواي بمحافظة المنوفية، تم بناؤه تخليدا وتكريما لشهداء حادثة دنشواي الشهيرة التي وقعت أحداثها عام 1906.

## إنشاء المتحف
تم إنشاء المتحف عام 1963 على الأرض نفسها التي شهدت وقائع حادثة دنشواي وتمت فيها محاكمة الفلاحين المصريين. ثم أعيد بناء المتحف ليصبح متحفاً ضخماً ومؤسسة ثقافية فنية تاريخية وتم إعادة افتتاحه رسميا في 1 يوليو 1999 لتخليد دور هذه الحادثة الوطنية. وقد صمم المتحف على يد المهندس هاني المنياوي.

## تصميم المتحف
يمتاز المتحف بالتصميم التتابعي الحلزوني للطوابق كي يستطيع الزائر منذ دخوله أن يتعرف على قصة حادثة دنشواى منذ دخول الضباط الإنجليز القرية وحتى نهاية الحادثة.

### معرض المدخل
يحتوي على بعض التماثيل التي توضح ملابس أحد الفلاحين وملابس أحد الوزراء وجندي بريطاني، ونموذج مصغر للقرية يعرض أبراج الحمام والساقية. ثم لوحة تعرض العملة المصرية الموجودة في فترة الحادثة، ولوحة أخرى للورد كرومر المعتمد البريطاني في مصر، ولوحة للزعيم مصطفى كامل، ولوحة لهيئة المحكمة وهم بطرس غالى باشا واثنان من القضاء الإنجليزي. ثم تمثال للشيخ حسن محفوظ شيخ القرية بجوار المشنقة، وهو أول من نفذ فيه حكم الإعدام في الحادثة.

### صالات العرض
صالات العرض الرئيسية عددها 5 صالات، وتضم مجموعة من اللوحات الفنية والتماثيل تجسد الحادثة، وتم ترتيبها ترتيباً تاريخياً يحكى حادثة دنشواي تدريجياً وفقاً للتسلسل التاريخي الذي أعده الأستاذ الدكتور يونان لبيب رزق 
في الصالة الأولي والثانية أعمال تمثل وصول الضباط الإنجليز دنشواى لصيد الحمام واصطدام الفلاحين بهم ومقتل الكابتن بول، واشتعال النيران في أحد أجران القمح ومحاولة الأهالي إطفاء الحريق.
و في الصالتين الثالثة والرابعة مجموعة لوحات تمثل المحاكمة وأعضاء هيئة المحكمة وعمليات الشنق والجلد والنطق بالأحكام وأخيرا تنفيذ الأحكام على المتهمين.
أما الصالة الخامسة فتضم لوحة وتمثالا للزعيم مصطفي كامل وتنديده بممارسات الاحتلال البريطاني، ولوحة قرار العفو عن المتهمين المحكوم عليهم بالسجن من جانب الخديوي عباس حلمي.

### مسرح
يضم المتحف أيضا مسرحاً مكشوفاً يستعمل في إقامة الاحتفالات والندوات والأمسيات. وضع في خلفيته نموذج للمشنقة التي شنق عليها فلاحو دنشواي، وعلى يمينها تمثال للفلاح المصري مقيدا بالسلاسل، وعلي يسارها تمثال «دنشواي تتألم» الذي يعبر عن دنشواي على هيئة سيدة ترفع يديها للسماء تدعو على الإنجليز. أما في مقدمة المسرح فيوجد تمثال لعسكري إنجليزي ثم تمثال دنشواي إرادة وحياة.

### صالة للمواهب
و هي صالة للفنون التشكيلية، تضم عددا من الصور الفوتوغرافية والتي تمثل بعض أحداث معركة دنشواي وصور أسر الشهداء، وهذه الصالة تفتح أبوابها أمام الموهوبين في الرسم والنحت لممارسة هواياتهم.

## مقتنيات المتحف
يتضمن المتحف مخطوطات بحادثة دنشواي التي وقعت في 13 يونيو 1906 ومجموعة من اللوحات التي أبدعها الفنانون بالإضافة إلى 6 صور فوتوغرافية واضحة ونقية تمثل بعض أحداث معركة دنشواي. وقد حصل عليها المتحف هدية من أحد المواطنين المصريين. وهي صور التقطها أحد المصورين الأتراك، كما يوجد بالمتحف الآلات التاريخية المختلفة التي استعملت في الزراعة مثل الشادوف والناعور.